# Loi de succession de l'Empire russe

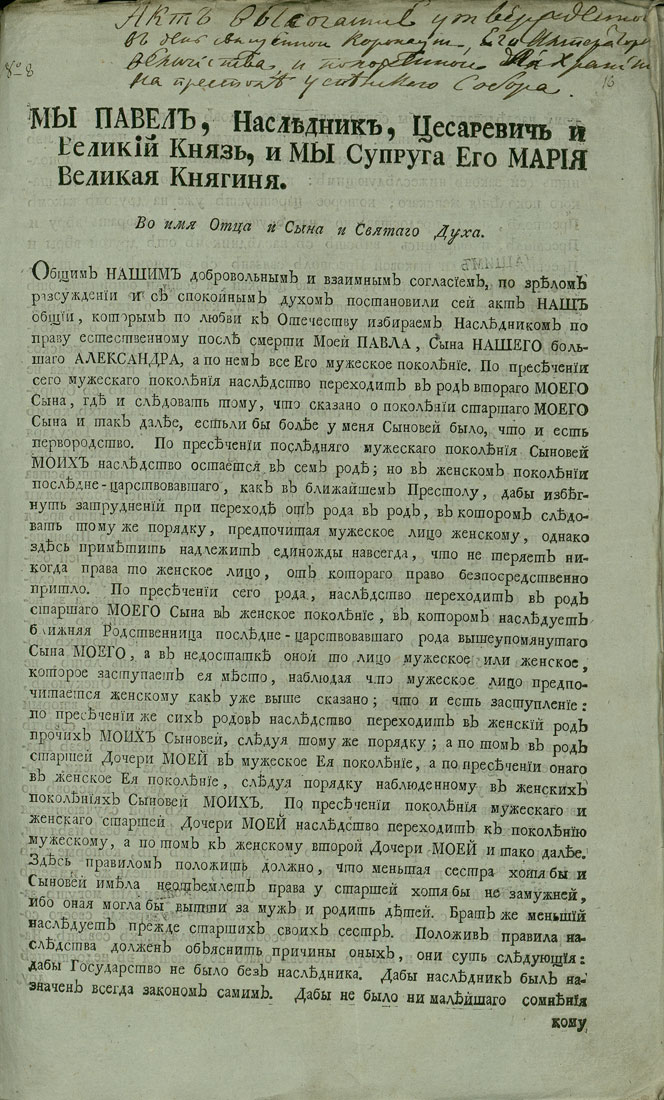
Loi de succession de l'Empire Russe de 1797

La loi de succession régissant la Maison de Holstein-Gottorp-Romanov fut rédigée en 1797 par Paul Ier de Russie. Elle repose sur une loi semi-salique.

## Loi de succession de 1797
La loi de succession signée par Paul Ier de Russie dispose que seul le fils aîné du Tsar peut hériter du trône impérial de Russie. En rédigeant cette loi, Paul Ier écarta les femmes de la succession, excepté dans le cas d'une extinction totale de la lignée masculine.

## Loi de succession de 1886 et 1906
En 1886, cette loi fut confirmée par Alexandre III, et, en 1906, par Nicolas II. En 1911, le dernier Tsar de Russie lui apporta quelques modifications. La nouvelle loi dispose que la succession s'effectue par primogéniture masculine, une femme ne pouvant régner que si la lignée masculine est éteinte. 
Les titres octroyés aux membres de la famille apparaissent dans la loi de succession modifiée en 1886 par Alexandre III. À partir de cette date, les titres de grand-duc et grande-duchesse sont portés par les enfants et petits-enfants du Tsar en ligne masculine. Les autres membres de la famille Romanov (neveux, nièces, arrière-petits-enfants du souverain et autres) portent les titres de prince ou princesse de Russie.
Le dernier membre masculin de la famille impériale de Russie ayant porté le titre de grand-duc de Russie fut Andreï Vladimirovitch ; il décéda à Paris en 1956. La dernière grande-duchesse de la famille impériale fut Olga Alexandrovna, décédée le 24 novembre 1960 au Canada.
La totalité des membres de l'Association Famille Romanov revendique le titre de prince ou princesse de Russie. Ils s'accordent également pour admettre que les revendications dynastiques ne peuvent être formulées, cette question sur la dynastie ne pouvant être décidée que par le peuple russe.

## Source
- (en) Succession of the Imperial House of Russia